# Joseph Muchenberger
Joseph Muchenberger (* 1791 in Blasiwald; † 1863 ebenda) war ein im 19. Jahrhundert im Schwarzwald tätiger deutscher Glockengießer.
Joseph Muchenberger machte eine Lehre bei seinem Vater, dem Gießer und Schmied Alois Muchenberger (1766–1833), und arbeitete anschließend von 1809 an siebzehn Jahre als Metallgießer in St. Blasien und half gelegentlich seinem Vater, obwohl dieser ihm schon 1812 die Gießhütte übergeben hatte. 1826 übernahm er die väterliche Gießerei und Schmiede endgültig. 1833 und 1835 bemühte er sich bei der badischen Regierung um ein Verbot der Glockengießerei für Ausländer. In den 1840er Jahren geriet er in wirtschaftliche Schwierigkeiten, 1846 überschrieb er die Gießerei an seinen Sohn Benjamin Muchenberger (1823–1876), von 1848 bis 1851 gelangte sie in fremden Besitz, konnte jedoch von Benjamin Muchenberger bis 1863 wieder zurückerworben werden. 
Joseph Muchenbergers älterer Sohn Pius Muchenberger (1814–um 1865) war als Glockengießer in Freiburg und in der Schweiz tätig.
Neben der Gießerei betrieb Joseph Muchenberger die Wirtschaft „Zur Glocke“.

## Werke (Auswahl)
- 1824 Glocke für St. Peter und Paul in Wutach-Lembach[2]
- 1829 Glocke für die Laurentiuskirche (Weisweil)
- 1832 Glocke für die Kirche Mater Dolorosa in Bad Rippoldsau[3]
- 1835 Glocke für die Reformierte Kirche in Beringen SH[4]
- 1837 Glocke für die Antoniuskapelle in Niederschwörstadt[5]
- 1838 Glocke für St. Michael in Niederrotweil[6]
- 1843 Glocke für St. Margareta in Ühlingen-Birkendorf[7]